# Maintenance productive totale
 (septembre 2016).
Si vous disposez d'ouvrages ou d'articles de référence ou si vous connaissez des sites web de qualité traitant du thème abordé ici, merci de compléter l'article en donnant les références utiles à sa vérifiabilité et en les liant à la section « Notes et références ».
Née officiellement au Japon en 1971, la TPM (acronyme anglais pour total productive maintenance, traduit diversement en français par « maintenance productive totale » ou « maintenance totale productive ») est une évolution des méthodes de maintenance, notamment américaines, visant à améliorer le rendement des machines par une démarche proactive.

## Contexte
L'émergence de la TPM a pour cadre la compétition féroce, déjà en voie de mondialisation, dans l'industrie automobile. La TPM se diffuse en Occident dans les années 1980 par la parution de livres et les conclusions du benchmarking des fabricants automobiles japonais par leurs homologues européens.

## Objectifs
La signification de l'expression « maintenance productive totale » est la suivante :
- Maintenance : maintenir en bon état, c'est-à-dire réparer, nettoyer, graisser et accepter d'y consacrer le temps nécessaire.
- Productive : assurer la maintenance tout en produisant, ou en pénalisant le moins possible la production.
- Totale : considérer tous les aspects et y associer tout le monde.

La TPM est une politique d'entreprise dont l'intérêt se trouve renforcé par la fin des productions de masse.
D'une part, il est plus difficile de rentabiliser des équipements coûteux avec des productions en petits lots, d'autre part la transversalisation croissante des fonctions, le décloisonnement et la sophistication grandissante des équipements accentuent le besoin d'un personnel impliqué, compétent et autonome.
Produire plus et mieux sans investissement productif supplémentaire est possible si l'on s'attaque aux gaspillages. Ce constat imprègne toutes les méthodes japonaises et, si on le ramène à la conduite de machines, cela signifie chercher à maximiser le temps productif, réduire le temps non productif dû aux arrêts et pannes, conserver les cadences optimales et réduire la non-qualité. Ce sont les trois leviers qu'utilise la TPM : disponibilité, performance et qualité.
Au-delà du simple maintien en bon état des machines, la démarche TPM pousse à modifier et à améliorer celles-ci. L'implication des opérateurs est l'occasion d'élever leur niveau de compétence et d'enrichir leurs tâches en leur confiant la maintenance de premier niveau. Par ailleurs, ils connaissent bien leurs machines. Sauf si les opérateurs sont temporaires et/ou d'un niveau trop faible, ils ne se sentent pas concernés par ce qui se passe, ils subissent, c'est un problème de motivation et de compétence.
L'indicateur utilisé, le taux de rendement synthétique (TRS) mérite son qualificatif car il restitue une vision simple et sévère, qui englobe tous les paramètres affectant le rendement de la machine selon le triptyque disponibilité, performance et qualité. L'analyse des composantes du TRS indique où les efforts sont à porter.

## Écueils de la TPM
L'introduction de la TPM ne dépasse pas parfois les enthousiasmes des débuts. Pour éviter un échec ou la mise en place d'une TPM mal comprise, il est important de se distancer de l'enthousiasme des formateurs, payés pour vendre la méthode.
Il est recommandé de commencer l'introduction de la TPM dans un atelier ou sur un processus pilote correctement ciblé, puis de l'étendre aux autres ressources clés de l'atelier ou de l'entreprise.
Les principaux écueils de la TPM sont :
- le mauvais choix des équipements cibles,
- la lourdeur du relevé des données,
- le personnel qui, tout à la TPM, en oublie de produire,
- une situation initiale peu favorable à l'introduction de la méthode : un effectif trop faible, un personnel administratif trop lourd.

Généralement, trois ans sont nécessaires pour mesurer les effets de l'introduction de la TPM et en évaluer les résultats.

## TPM à la française
Le concept japonais de total productive maintenance ou TPM a inspiré la méthode française dite « topomaintenance » ou « TPM à la française ». Fabriqué par accolement du préfixe topo (= lieu) et du substantif maintenance (pris dans l'acception anglaise d' « entretien »), le néologisme « topomaintenance » (où l'on retrouve les trois lettres TPM) a été inventé et déposé par la société Sollac de Fos-sur-Mer (Bouches-du-Rhône) au début des années 1990.